# Wapen van Bladel

Wapen van de gemeente Bladel

Het wapen van Bladel  werd op 6 maart 1998 aan de Noord-Brabantse gemeente Bladel toegekend. Deze gemeente was in 1997 ontstaan door samenvoeging van de gemeenten Bladel en Netersel en Hoogeloon, Hapert en Casteren.

## Geschiedenis
De sleutels, attributen van St. Petrus, de parochieheilige van Bladel, zijn afkomstig van het wapen van de gemeente Bladel en Netersel; de kepers van het wapen van de gemeente Hoogeloon, Hapert en Casteren.

## Beschrijving
De beschrijving van het wapen van Bladel luidt:
Doorsneden; I in sabel twee afgewende schuingekruiste sleutels van zilver en goud, de gouden gaande over de zilveren; II in goud drie kepers van keel. Het schild gedekt met een gouden kroon van drie bladeren en twee parels.
N.B.:
- De heraldische kleuren zijn sabel (zwart), zilver (wit), goud (geel) en keel (rood).
- De baarden van de sleutels wijzen van elkaar af.

## Verwante wapens

Het wapen van Bladel en Netersel met de sleutels
Het wapen van Hoogeloon, Hapert en Casteren met de kepers